# Коц, Олег Владимирович
Оле́г Влади́мирович Коц (род. 13 февраля 1983, Минск) — белорусский актёр театра и кино, режиссёр, телеведущий.

## Биография
С 2002 года — актёр Национального академического драматического театра имени Максима Горького.
В 2004 году закончил Белорусскую государственную академию искусств, в 2006 году — Высшие режиссёрские курсы. В 2004—2006 годах — прохождение срочной службы в резерве ВС Республики Беларусь в г. Барановичи.

## Творчество

### Фильмография
- 2000 — Ускоренная помощь — потерпевший
- 2003 — Отель «Исполнение желаний» — Саша Курбыкин
- 2005 — Поцелуй (короткометражный) — Он
- 2005 — Призваниеъ
- 2006 — Чартер — бортпроводник Паша
- 2007 — Стикс — журналист
- 2007 — Око за око — трибуналец
- 2007 — Командировка — Игорь
- 2008 — Днепровский рубеж — военный фотокорреспондент Павел Трошкин
- 2008 — Любовь как мотив
- 2008 — Террористка Иванова
- 2008 — В июне 41-го — одессит Шуляк
- 2008 — Каменская 5 — в эпизоде
- 2008 — Стая — Валера
- 2008 — Тень Самурая — менеджер Тарасевич
- 2008 — Наваждение
- 2009 — Книга мастеров — четвёртый детина
- 2009 — Масакра — крестьянин
- 2009 — Гадание при свечах — Виктор
- 2009 — Трамвай в Париж — офисный работник
- 2009 — Капитан Гордеев — дежурный
- 2009 — Теоретики — Боря Шиманский
- 2010 — Покушение — Циркач
- 2010 — Любовь под прикрытием — Гарик
- 2010 — Любовь Надежды — Васька
- 2010 — Катино счастье — водитель
- 2010 — Города-герои: Новороссийск — Цезарь Карлович Куников
- 2010 — Тихий центр — сосед
- 2010 — Немец — сержант
- 2011 — Не жалею, не зову, не плачу… — Треплов
- 2011 — Сердце не камень — участковый
- 2011 — Обратная сторона Луны — Жека
- 2011 — Вареники с картошкой — начальник производства
- 2011 — Слепое счастье — врач
- 2011 — В полдень на пристани" — Пётр
- 2011 — Снайпер 2: Тунгус — начальник школы снайперов
- 2011 — Талаш — Пан Адам
- 2011 — Навигатор — Алексей
- 2011 — Месть
- 2012 — Полосатое счастье — Новокомсомолец
- 2012 — Продаётся кошка — Паша
- 2012 — Смертельный танец — адвокат Кашкер
- 2012 — Знахарка — директор галереи
- 2012 — Мать и мачеха — таксист
- 2012 — Охота на гауляйтера — майор НКВД
- 2012 — Провинциальная муза — Виктор
- 2012 — Смерть шпионам. Ударная волна — Стахнов
- 2012 — Вангелия — Баженов
- 2012 — Деревенская история — Владимир Линьков
- 2012 — Бегущая строка — секретарь
- 2018 — Вокально-криминальный ансамбль — портной
- 2020 — Купала — Голубев, лейтенант ГПУ

### Роли в театре

#### Студенческий театр Белорусской академии искусств
- 2002 — «Настоящий мужчина» Т. Дорст — Ф.Крап
- 2003 — «Терроризм» братьев Пресняковых — главный пассажир
- 2004 — «Играем Островского» по мотивам пьес А. Н. Островского — Погуляев
- 2004 — «Ловушка для …» Р. Тома — комиссар полиции

#### Театр-студия киноактёра
- 2002 — «Пигмалион» Бернарда Шоу — Фреди

#### Национальный академический драматический театр имени Максима Горького
- 2002 — «Сон на кургане» Янки Купалы — сам
- 2002 — «Волки и овцы» А. Н. Островского — буфетчик Влас
- 2002 — «Джельсомино в стране лгунов» Джани Родари — Бенвенутто
- 2003 — «Утешитель вдов» Дж. Маротта, Б. Рандоне — Кувьелло
- 2003 — «„Анджело“… и другие» А. С. Пушкин — старик
- 2004 — «Земляничная поляна» И. Бергмана — Сигфрид, Беньямен
- 2004 — «Опера нищих» (Б. Брехт) — Уолтер Плакучая Ива, Матиас-монета
- 2005 — «Крокодил» К. Чуковского — Катастроф
- 2005 — «Случайный вальс или зримые песни войны» (Б. Луценко, В.Орлов) — товарищ Сильвестров
- 2005 — «Доходное место» А. Н. Островского — Белогубов
- 2006 — «Укрощение строптивой» Шекспира — Филипп
- 2007 — «Легенда о бедном Дьяволе» (В. Короткевич) — Жупел
- 2008 — «Идеальный муж» (О. Уайльд) — Фиппс
- 2008 — «Адъютант-ша его превосходительства» (А. Губарев) — капитан Пополлтон

#### ОДО «Новый театр»
- 2003 — «Мастер и Маргарита» (М.Булгаков) — Воланд, Азазелло

#### «АРТ-ПРОект»
- 2003 — «Ночь Гельвера» (И. Вилькист) — Гельвер
- 2007 — «Настоящий мужчина» (М. де Унамуно) — Алехандро Гомес

#### Другие театральные проекты
- 2007 — «Как я проснулся женщиной…» (Е. Игли) — Виктор, потом Люси
- 2008 — «Крест» (А. Дударев) — Цивун

### Режиссёр-постановщик
- 2005 — «Три сестры в японском стиле» (по мотивам пьесы «Три сестры» А. П. Чехова)
- 2006 — «Сёстры» (по мотивам пьесы «Три сестры» А. П. Чехова)
- 2007 — «Настоящий мужчина» М. де Унамуно
- 2008 — «Я, Она и Бэтмен» А. Питкевич

### Преподаватель
Создатель и Руководитель актёрской школы «Минская Школа-студия Драматического искусства под руководством Олега Коца» www.msdi.by

## Признание и награды
- Дипломант конкурса «Поют и читают драматические актёры театра и кино» (г. Минск)
- Призёр 2-го Фестиваля современной немецкой драматургии (г. Минск).
- Дипломант 1-го Международного театрального фестиваля «Открытый формат» (г. Минск).
- Дипломант 6-го Международного фестиваля русских театров стран СНГ и Балтии «Встречи в России» (г. Санкт-Петербург).
- Дипломант 6-го Московского телевизионно-театрального фестиваля «Ожившая сказка».
- Дипломант Союза театральных деятелей Беларуси «За отличные актёрские работы».